# Гомеш, Фернанду (политик)
Фернанду Гомеш (порт. Fernando Gomes; род. 13 апреля 1946, Вила-ду-Конди) — португальский государственный и политический деятель.

## Биография
С 1974 по 1981 год был мэром Вила-ду-Конди и государственным секретарем по жилищным вопросам и градостроительству в правительстве Португалии (1983—1985). В 1986 году был избран депутатом Европейского парламента, будучи вице-председателем Партии европейских социалистов и председателем Комитета по социальным вопросам и занятости.
С 1989 года по 25 октября 1999 года занимал должность мэра Порту, затем был назначен министром внутренней администрации правительства страны, работал на этой должности до 14 сентября 2000 года. Затем предпринял попытку вновь стать мэром Порту, но проиграл Руй Рио, кандидату Социал-демократической партии, на муниципальных выборах 16 декабря 2001 года.
Работал депутатом в парламенте до мая 2005 года, затем был назначен исполнительным директором компании «Galp Energia», ответственной за проекты когенерационных станций, управляет деятельностью по добыче нефти и концессиями на скважины в Анголе и Бразилии. Компания «Sóturis», которая управляет всеми недвижимыми активами «Galp», также подчинена ему.

## Награды
Список врученных наград:
- Великий офицер Ордена Оранских-Нассау, Нидерланды (25 марта 1992 года);
- Великий офицер Ордена Южного Креста, Бразилия (22 августа 1994 года);
- Большой крест Ордена Инфанта дона Энрике, Португалия (20 ноября 1996 года);
- Командор Ордена Почётного легиона, Франция (29 ноября 1999 года);
- Великий офицер Ордена Заслуг, Португалия (19 апреля 2005 года).